# Sadler's Wells (cavallo)
Sadler's Wells (11 aprile 1981 – 26 aprile 2011) è stato un cavallo da corsa nordamericano che svolse però la sua carriera sportiva e raggiunse la massima fama soprattutto in Europa. Successivamente divenne uno stallone da riproduzione che operò in Francia, Gran Bretagna e Nord America a cavallo del nuovo millennio, dando origine a un gran numero di campioni, tanto che, tuttora, risulta essere lo stallone che per più anni (14) è risultato in testa alla lista degli stalloni in Inghilterra ed Irlanda i cui discendenti avevano vinto il montepremi più alto nell'anno.

## Carriera agonistica
Allenato da Vincent O'Brien, iniziò a competere, e a vincere, nel 1983, all'età di due anni, in gare del Gruppo 2, l'anno successivo si afferma per la prima volta in una gara importante, vincendo di misura l'Irish 2,000 Guineas, e diviene famoso arrivando secondo al Prix du Jockey Club a Chantilly dove s'intercala tra Darshaan e Rainbow Quest (la gara resterà celebre per questo eccezionale trio di grandi campioni). Vince, ancora di misura, la Eclipse Stakes, dove era il solo cavallo di 3 anni, mentre gli sfidanti erano tutti di età superiore. 
Conclude l'estate vincendo l'Irish Champion Stakes, il che lo fa collocare tra i favoriti del Prix de l'Arc de Triomphe, ma dove terminerà soltanto ottavo.
Dopo questa sconfitta verrà ritirato dalle competizioni, ma inizierà la sua carriera di stallone.

## Carriera come stallone
Collocato negli allevamenti irlandesi di Coolmore dal 1985, Sadler's Wells è stato il miglior continuatore del capostipite Northern Dancer, considerato il più grande stallone del secolo. Verso la fine degli anni ottanta, le tariffe per l'accoppiamento con lui raggiungono valori esorbitanti (125000 ghinee Irlandesi, pari a circa 150 000 € attuali).
Sadler's Wells conquista rapidamente tutti i record come stallone. Ha prodotto più di 323 "stakes winners" (vincitori di almeno una corsa importante), di cui più di 80 vincitori di gare del gruppo 1.
Più di 100 dei suoi figli sono diventati a loro volta stalloni, e alcuni si sono dimostrati ottimi riproduttori, come Galileo (che si avvia a superare il padre), Montjeu, In The Wings o El Prado.
I trionfi di Sadler's Wells come riproduttore si spiegano anche con le sue origini eccezionali: pronipote per via paterna del grande Nearco e figlio dello stallone del secolo, Northern Dancer e di Fairy Bridge, si trova ad essere per 3/4 fratello di un altro fenomeno, Nureyev. La qualità prodigiosa di questa famiglia non finisce qui, poiché da Fairy Bridge sono nati anche: 
- Fairy King, fratello di Sadler's Wells, che pur non avendo ottenuto grandi risultati sulle piste, si rivelerà essere uno stallone di primo piano, generando più di 15 vincitori di gruppo 1.
- Tate Gallery, altro fratello, vincitore del National Stakes in Irlanda.

Sadler's Wells è stato ritirato dalla monta nel maggio del 2008, a causa dell'età e di problemi di fertilità. È morto il 26 aprile 2011 all'età di 30 anni.

## Pedigree
| Sadler's Wells | Padre: Northern Dancer | Nonno paterno: Nearctic    | Bisnonno paterno1: Nearco         | Trisnonno paterno1.1: Pharos        |
| Sadler's Wells | Padre: Northern Dancer | Nonno paterno: Nearctic    | Bisnonno paterno1: Nearco         | Trisnonna paterna1.1: Nogara        |
| Sadler's Wells | Padre: Northern Dancer | Nonno paterno: Nearctic    | Bisnonna paterna1: Lady Angela    | Trisnonno paterno1.2: Hyperion      |
| Sadler's Wells | Padre: Northern Dancer | Nonno paterno: Nearctic    | Bisnonna paterna1: Lady Angela    | Trisnonna paterna1.2: Sister Sarah  |
| Sadler's Wells | Padre: Northern Dancer | Nonna paterna: Natalma     | Bisnonno paterno2: Native Dancer  | Trisnonno paterno2.1: Polynesian    |
| Sadler's Wells | Padre: Northern Dancer | Nonna paterna: Natalma     | Bisnonno paterno2: Native Dancer  | Trisnonna paterna2.1: Geisha        |
| Sadler's Wells | Padre: Northern Dancer | Nonna paterna: Natalma     | Bisnonna paterna2: Almahmoud      | Trisnonno paterno2.2: Mahmoud       |
| Sadler's Wells | Padre: Northern Dancer | Nonna paterna: Natalma     | Bisnonna paterna2: Almahmoud      | Trisnonna paterna2.2: Arbitrator    |
| Sadler's Wells | Madre: Fairy Bridge    | Nonno materno: Bold Reason | Bisnonno materno1: Hail to Reason | Trisnonno materno1.1: Turn-To       |
| Sadler's Wells | Madre: Fairy Bridge    | Nonno materno: Bold Reason | Bisnonno materno1: Hail to Reason | Trisnonna materna1.1: Nothirdchance |
| Sadler's Wells | Madre: Fairy Bridge    | Nonno materno: Bold Reason | Bisnonna materna1: Lalun          | Trisnonno materno1.2: Djeddah       |
| Sadler's Wells | Madre: Fairy Bridge    | Nonno materno: Bold Reason | Bisnonna materna1: Lalun          | Trisnonna materna1.2: Be Faithful   |
| Sadler's Wells | Madre: Fairy Bridge    | Nonna materna: Special     | Bisnonno materno2: Forli          | Trisnonno materno2.1: Aristophanes  |
| Sadler's Wells | Madre: Fairy Bridge    | Nonna materna: Special     | Bisnonno materno2: Forli          | Trisnonna materna2.1: Trevisa       |
| Sadler's Wells | Madre: Fairy Bridge    | Nonna materna: Special     | Bisnonna materna2: Thong          | Trisnonno materno2.2: Nantallah     |
| Sadler's Wells | Madre: Fairy Bridge    | Nonna materna: Special     | Bisnonna materna2: Thong          | Trisnonna materna2.2: Rough Shod    |